# Marvel vs. Capcom 2: New Age of Heroes
Marvel vs. Capcom 2: New Age of Heroes (マーヴルVSカプコン2ニューエイジオブヒーローズ Māvuru tai Kapukon Tsū: Nyū Eiji Obu Hīrōzu, lit. Marvel vs. Capcom 2: Nueva Era de Heroes?) es la cuarta entrega de la serie Marvel vs. Capcom. Capcom simplificó el motor del juego para hacerlo más accesible a los vídeojugadores casuales como una estrategia para traer a jugadores nuevos al ámbito de los juegos de pelea.
Los cambios hechos fueron principalmente en el sistema de combos aéreos y en la configuración de los botones la cual fue ordenada en 4 botones principales y 2 botones para cambiar personajes en batalla. El juego a diferencia de sus predecesores presenta batallas de 3 vs 3 en vez de batallas de 2 vs 2 como se acostumbraba y cada personaje puede ingresar como una asistencia en la pelea.
El videojuego estuvo disponible para su descarga desde el 29 de julio de 2009 en Xbox Live Arcade (Xbox 360) y, desde el 13 de agosto de 2009, en la PlayStation Network (PS3). Fue retirado de ambas tiendas digitales el 17 de diciembre de 2013 debido a la no renovación de licencias.
Ha sido confirmado que el juego está disponible en App Store de Apple el 25 de marzo de 2012, el juego llega a contener algunas características adicionales de las versiones de consola no contiene, y entre esas está la función "Flick Botton" sirve para llegar a realizar los combos más avanzados del juego para ejecutarlos de una forma mucho más fácil, el juego traerá de vuelta a los mismos 56 personajes, conservará los mismos gráficos y música sin ningún cambio, trae una presentación antes que la que contiene el juego, se ha utilizado en juegos recientes donde presentan a ambas compañías. Fue compatible con el Iphone, Ipad y Ipod Touch teniendo un precio especial de $2.99 y en el 6 de mayo llegará a tener un costo de $4.99.

## Personajes
Aparecen todos los personajes que participaron en los tres crossovers anteriores, más algunos que fueron Asisst en Marvel Vs Capcom, y personajes nuevos. Mas de la mitad de la plantilla de personajes esta inhabilitada, mediante los puntos de experiencia que se ganen en el juego, se pueden ir "comprando" estos personajes deshabilitados, con subrayado, los que debutan en la saga. En cursiva, los que inicialmente están deshabilitados.
| Marvel Comics          | Marvel Comics   | Marvel Comics               | Capcom           | Capcom           | Capcom                                 |
| Personaje              | Serie de origen | Debut en la saga            | Personaje        | Serie de origen  | Debut en la saga                       |
| ---------------------- | --------------- | --------------------------- | ---------------- | ---------------- | -------------------------------------- |
| Blackheart             | Ghost Rider     | Marvel Super Heroes         | Akuma            | Street Fighter   | X-Men: Children of the Atom            |
| Cable                  | X-Men           | Marvel vs. Capcom 2         | Amingo           | Amingo           | Marvel vs. Capcom 2                    |
| Captain América        | The Avengers    | Marvel Super Heroes         | Anakaris         | Darkstalkers     | Marvel vs. Capcom 2                    |
| Colossus               | X-Men           | X-Men: Children of the Atom | B. B. Hood       | Darkstalkers     | Marvel vs. Capcom 2                    |
| Cyclops                | X-Men           | X-Men: Children of the Atom | Cammy            | Street Fighter   | X-Men vs. Street Fighter               |
| Doctor Doom            | Fantastic Four  | Marvel Super Heroes         | Captain Commando | Captain Commando | Marvel vs. Capcom                      |
| Gambit                 | X-Men           | X-Men vs. Street Fighter    | Charlie          | Street Fighter   | X-Men vs. Street Fighter               |
| Hulk                   | The Avengers    | Marvel Super Heroes         | Chun-Li          | Street Fighter   | X-Men vs. Street Fighter               |
| Iceman                 | X-Men           | X-Men: Children of the Atom | Dan              | Street Fighter   | Marvel Super Heroes vs. Street Fighter |
| Iron Man               | The Avengers    | Marvel Super Heroes         | Dhalsim          | Street Fighter   | X-Men vs. Street Fighter               |
| Juggernaut             | X-Men           | X-Men: Children of the Atom | Felicia          | Darkstalkers     | Marvel vs. Capcom 2                    |
| Magneto                | X-Men           | X-Men: Children of the Atom | Guile            | Street Fighter   | Marvel vs. Capcom 2                    |
| Marrow                 | X-Men           | Marvel vs. Capcom 2         | Hayato           | Star Gladiator   | Marvel vs. Capcom 2                    |
| Omega Red              | X-Men           | X-Men: Children of the Atom | Jill             | Resident Evil    | Marvel vs. Capcom 2                    |
| Psylocke               | X-Men           | X-Men: Children of the Atom | Jin              | Cyberbots        | Marvel vs. Capcom                      |
| Rogue                  | X-Men           | X-Men vs. Street Fighter    | Ken              | Street Fighter   | X-Men vs. Street Fighter               |
| Sabretooth             | X-Men           | X-Men vs. Street Fighter    | M. Bison         | Street Fighter   | X-Men vs. Street Fighter               |
| Sentinel               | X-Men           | X-Men: Children of the Atom | Mega Man         | Mega Man         | Marvel vs. Capcom                      |
| Shuma-Gorath           | Doctor Strange  | Marvel Super Heroes         | Morrigan         | Darkstalkers     | Marvel vs. Capcom                      |
| Silver Samurai         | X-Men           | X-Men: Children of the Atom | Roll             | Mega Man         | Marvel vs. Capcom                      |
| Spider-Man             | Spider-Man      | Marvel Super Heroes         | Ruby Heart       | Darkstalkers     | Marvel vs. Capcom 2                    |
| Spiral                 | X-Men           | X-Men: Children of the Atom | Ryu              | Street Fighter   | X-Men vs. Street Fighter               |
| Storm                  | X-Men           | X-Men: Children of the Atom | Sakura           | Street Fighter   | Marvel Super Heroes vs. Street Fighter |
| Thanos                 | The Avengers    | Marvel Super Heroes         | Zangief          | Street Fighter   | X-Men vs. Street Fighter               |
| Venom                  | Spider-Man      | Marvel vs. Capcom           | Sonson           | Sonson           | Marvel vs. Capcom 2                    |
| War Machine            | The Avengers    | Marvel vs. Capcom           | Strider Hiryū    | Strider          | Marvel vs. Capcom                      |
| Wolverine (Adamantium) | X-Men           | X-Men: Children of the Atom | Tron Bonne       | Mega Man Legends | Marvel vs. Capcom 2                    |
| Wolverine (Hueso)      | X-Men           | X-Men vs. Street Fighter    | Servbot/Kobun    | Mega Man Legends | Marvel vs. Capcom 2                    |

## Modo de juego
Los jugadores eligen 3 personajes y combaten de 1 contra 1 hasta que uno de los equipos ya no tenga personajes. Cada personaje al menos tiene un super combo y el equipo completo comparte una sola barra para el uso de los combos sencillos.
El esquema de control consiste en 2 botones para puño, 2 para patada y 2 para llamar a un personaje. Los golpes usados comúnmente como GD (golpe débil) y PD (patada débil) sirven para conectar el nivel medio del golpe o patada, esto se hace oprimiendo por segunda ocasión el mismo botón mientras golpeas al oponente.
Habilidades comunes del juego:
- Assists: los miembros del equipo que no están peleando pueden realizar un ataque ayudando a su compañero. Cada luchador tiene 3 ataques para ayudar, identificados con las letras Alfa α, Beta β y Gamma γ. Cuando se elige al luchador, también se elige el tipo de assist. Los ataques pueden ser de proyectil, de agarre, antiaéreo, rápido, curativo, etc y en algunos luchadores, el tipo de assist también define el tipo de Hyper Combo que se usara en los Double o Triple Crossover Hyper Combo (por ejemplo Akuma: Si se elige el assist alfa -Gou Hadouken- su Crossover Hyper será el Messatsu Goh Hadou, si es el beta -Gou Shoryuuken- será el Messatsu Gou Shoryuu, y si es el gamma -Tatsumaki Zankuukyaku- hara el Messatsu Gou Rasen). Mientras el compañero realiza el assist, también es vulnerable a ser golpeado por el oponente, incluso hasta perder toda su barra de vida.

- Snap Back: el jugador de un golpe puede mandar a su oponente a la reserva, impidiendo que pueda relevar o asistir a sus compañeros y regenerar su barra de vida. Ocupa dos barras de poder

- Hyper Combo: Son variados y cada luchador tiene por lo menos uno. Hay hyper combos que solo se ejecutan en el aire (Como la Darkness Illusion de Morrigan), otros que se pueden ejecutar tanto en el aire como en el suelo (como el Shinkuu Hadouken de Ryu o el Super Optic Blast de Cyclops) y unos cuantos que usan más de una barra de energía (el Shun Goku Satsu ocupa 3 barras)

- Hyper Cancel Combo: Los Hyper Combo pueden ser interrumpidas por otro Hyper Combo de un compañero, dependiendo del nivel de energía, como máximo se pueden hacer dos Hyper Cancels en un intento

- Doble o Triple Crossover Hyper Combo: dependiendo del nivel de energía, dos o los tres integrantes del equipo pueden realizar su hyper combo al mismo tiempo, ocasionando mucho daño de una vez, dependiendo también del tipo de assist elegido. Los compañeros que hagan el Crossover Hyper también son vulnerables a ser golpeados por el oponente en caso de que el ataque no sea efectivo.

A diferencia del Marvel vs. Capcom anterior, en vez que la barra de Hyper Combos tenga 3 niveles, ahora tiene 5 niveles.
La puntuación difiere en este juego, dado que en las entregas anteriores daban una cierta cantidad por número de golpes en un combo, en este juego los combos se premian con una cantidad de puntos equivalente al cuadrado de la cantidad de golpes multiplicado por 1000 (un combo básico de 3 golpes dará 9000 puntos), dando puntuaciones finales exageradas que superan los 100 millones de puntos. Además, las partidas dan puntos de experiencia para comprar los personajes aun no habilitados del juego.

## Personajes ausentes
El juego incluye a casi todos los personajes de ediciones anteriores, aunque con algunas excepciones. La mayoría de estas son palette swaps de otros personajes.
| - Apocalypse - jefe final de XvsSF y subjefe de MSHvSF - Armored Spider-Man - Mephisto - U.S Agent. - Gold War Machine - Orange Hulk - Hyper Venom - Onslaught - Jefe final de Marvel vs Capcom 1, proveniente de la saga X-Men | - Evil Sakura - Mecha Zangief - Cyber Akuma - Shadow - Shadow Lady - Lilith - Palette swap de Morrigan fusionada con Lilith, tal como ocurre al final de Darkstalkers 3 - Anita - personaje secundario de Darkstalkers, incluida en Marvel Super Heroes y luego como asistente en Marvel vs Capcom 1. - Norimaro - personaje original de Marvel vs Street Fighter, seleccionable sólo en la versión japonesa |

## Personajes nuevos
A algunos personajes como Dr. Doom se les agregaron movimientos, mientras que jefes como Thanos les rebajaron poder y algunos ataques con el propósito de hacerlos más balanceados. Ryu se juega igual que en las versiones pasadas, a diferencia del primer Marvel vs. Capcom en donde se presentaba al "Complete Change" (se refiere a cambiar los colores de su traje en Akuma o Ken y efectuar sus movimientos), a Chun-Li se le retiró un súper ataque que tenía en el primer juego; la "Shichisei-Senkuu-Kyaku".
En el juego se agregaron personajes nuevos como: Cable y Marrow, mientras que del lado de Capcom, se encuentran: Amingo, Anakaris, Baby Bonnie Hood, Felicia, Guile, Hayato, Jill Valentine, Ruby Heart, Sonson y Tron Bonne.

### Ruby Heart
Ruby Heart es el personaje principal del juego. Ella es una pirata francesa que posee el barco volador que es responsable de llevar a los héroes de Marvel y Capcom en batalla. Ruby Heart está buscando la esfera misteriosa que el jefe final, Abyss posee. Una vez que Ruby Heart finalmente obtiene la esfera, ella no parece complacida con eso, y la lanza hacia el océano.

### Amingo
La única información concreta acerca de Amingo es que es una especie de cactus y está en búsqueda del viento que está arrasando con su tierra y destruyendo la vida vegetal que está en contacto con ella, cuenta con buenos agarres y poderes, es un personaje original de este crossover, creado por Capcom.

### SonSon
SonSon (ソンソン) es una pequeña niña mono la cual es la tataranieta de un personaje llamado SonSon, el cual protagonizó un videojuego de Capcom del mismo nombre. En el juego, ella intenta buscar la razón de porque su aldea está encantada bajo una enfermedad desconocida. Sonson y su predescesor están basados en Sun Wukong, el personaje principal de la novela china Journey to the West. Varios de sus ataques son derivados de aquella novela, tales como cambia el tamaño de su palo Bo, la habilidad de Wukong de multiplicarse a sí mismo usando los cabellos de su cuerpo, o Sonson intentando cocinar a su oponente usando la Shinka Hakke Jin y convertirlo en sake.

### Abyss
Abyss fue el responsable de que un misterioso viento se esparciera alrededor de los mundos de Marvel y Capcom, matando la vida vegetal que hay a su paso. Dicho fenómenos provocó que numerosos héroes y villanos hicieran equipo juntos para investigar. Él es similar a una encarnación entrópica, un monstruo poderoso que traería devuelta al mundo a su época primordial destruyendo toda la vida del planeta en el proceso.
El caballero gigante Abyss
Súper Abyss extraterrestre de radiación tóxica
E híper Abyss monstruo de lava volcánica
La verdadera forma de Abyss es una enorme esfera brillante que desplaza alrededor de la pantalla. Abyss cambia a tres diferentes formas cuando uno pelea con él.
En la primera batalla la esfera de metal rodea lo que parece ser una armadura gigante, la cual se mueve de manera regular pero con poderosos ataques. La pelea toma lugar en un templo el cual se encuentra bajo tierra.
Después de que esa forma es derrotada, la armadura se derrite bajo el piso mientras el templo se colapsa. La esfera de Abyss flota en el escenario y la segunda forma se revela como un pequeño alien humanoide capaz de crear burbujas paralizantes, disparar rayos de fuego y energía, y hundirse bajo el piso como una forma de evitar los ataques.
Después de que esta forma es destruida, el ente verde se transforma en una bestia demoniaca de color naranja que rodea la esfera de Abyss. Esta tercera forma ataca con poderosos ataques de energía y fuerza bruta. Si esta forma es derrotada la esfera perderá su poder. Y la cueva y la isla que el monstruo habita se hundirán por completo.

## Versiones domésticas
- Dreamcast: 30 de marzo de 2000 (Japón), 27 de junio de 2000 (EE. UU.) y 16 de julio de 2000 (Europa)
- PlayStation 2: 19 de septiembre de 2002 (Japón), 19 de noviembre de 2002 (EE. UU.) y 29 de noviembre de 2002 (Europa)
- Xbox: 19 de septiembre de 2002 (Japón), 29 de noviembre de 2002 (Europa) y 27 de marzo de 2003 (EE. UU.)
- Xbox 360: 29 de julio de 2009 (mundial)
- PlayStation 3: 13 de agosto de 2009 (mundial)
- iOS: 25 de abril de 2012 (mundial)

## Trivia
- Es el único juego de la saga en no tener cameos de ningún tipo, ya sea en los escenarios o en el ending. Solo aparecen ciertos personajes ayudando a un determinado peleador en un ataque, como Birdy ayudando a Sabretooth o los miembros del escuadrón del Captain Commando.
- De los asistentes especiales del juego anterior, solo se hicieron jugables los de Marvel (a excepción de Thor y Jubilee), ya que habían aparecido en juegos anteriores de la saga.